# Antichrist Superstar
Antichrist Superstar е вторият албум на Мерилин Менсън.

## Песни
1. Irresponsible Hate Anthem – 4:17
2. The Beautiful People – 3:38
3. Dried Up, Tied and Dead to the World – 4:15
4. Tourniquet – 4:29
5. Little Horn – 2:43
6. Cryptorchid – 2:44
7. Deformography – 4:31
8. Wormboy – 3:56
9. Mister Superstar – 5:04
10. Angel With the Scabbed Wings – 3:52
11. Kinderfeld – 4:51
12. Antichrist Superstar – 5:14
13. 1996 – 4:01
14. The Minute of Decay – 4:44
15. The Reflecting God – 5:36
16. Man That You Fear – 6:10
17. Untitled – 1:39

## Циклите
Албумът се състои от три различни цикъла, като всеки един от тях разказва отделна история – част от цялостната концпеция на записа.
- Цикъл I – The Heirophant

1. Irresponsible Hate Anthem – 4:17 (Бърковитц, Гейси)
2. The Beautiful People – 3:38 (Рамирез)
3. Dried Up, Tied and Dead to the World – 4:15 (Менсън, Рамирез)
4. Tourniquet – 4:29 (Бърковитц, Рамирез)

- Цикъл II – Inauguration of the Worm

1. Little Horn – 2:43 (Рамирез, Резнър)
2. Cryptorchid – 2:44 (Гейси)
3. Deformography – 4:31 (Рамирез, Резнър)
4. Wormboy – 3:56 (Бърковитц, Рамирез)
5. Mister Superstar – 5:04 (Рамирез)
6. Angel with the Scabbed Wings – 3:52 (Менсън, Рамирез, Гейси)
7. Kinderfeld – 4:51 (Рамирез, Гейси)

- Цикъл III – Disintegrator Rising

1. Antichrist Superstar – 5:14 (Рамирез, Гейси)
2. 1996 – 4:01 (Ramirez)
3. Minute of Decay – 4:44 (Менсън)
4. The Reflecting God – 5:36 (Рамирез, Резнър)
5. Man That You Fear – 6:10 (Рамирез, Менсън, Гейси, Бърковитц)